# Coptosia brunnerae
Coptosia brunnerae là một loài bọ cánh cứng trong họ Cerambycidae.